# Лоро-Чуффенна
Лоро-Чуффенна (итал. Loro Ciuffenna) — коммуна в Италии, расположена в области Тоскана, в провинции Ареццо.
Население составляет 5892 человека (2011 г.), плотность населения составляет 65 чел./км². Коммуна занимает площадь 87 км². Почтовый индекс — 52024. Телефонный код — 055.
В коммуне 15 августа особо празднуется Успение Пресвятой Богородицы.

## Демография
Динамика населения:

## Администрация коммуны
- Официальный сайт: http://www.comune.loro-ciuffenna.ar.it/